# Banzai Run
| Banzai Run   | |
|              | |
| Tillverkare  | Williams |
| System       | Williams System 11B |
| Designer     | Koncept: Pat Lawlor Designer: Pat Lawlor, Larry DeMar Programmerare: Larry DeMar, Ed Boon Artwork: Mark Sprenger Mekanik: Ernie Pizarro Musik / Ljud: Brian Schmidt |
| Utgivet      | Maj, 1998 |
| Sålda kopior | 1,750 (ungefärligt) |

Banzai Run är ett flipperspel av typen Solid State Electronic (SS), producerat av det numera nedlagda företaget Williams. Temana i spelet är sport, motorcyklar och motocross. 
Noterbart innehåll i detta flipperspel är 6 flippers (3 horisontella, 3 vertikala), 3 pop bumpers, 1 ramp,  3 pop bumpers, 1 kickback (vid vänstra utgången), 3 captive ball (1 horisontell, 2 vertikala), 1 up-post (mellan flipprarna längst ned), samt 2 kulors multiboll.
Noterbart med detta flipperspel är även att det är det första (och enda) flipperspel som har ett ytterligare komplett spelfält i backglassen.